# 弗朗西斯科·格拉德斯
弗朗西斯科·奇科·奥利维拉·杰拉尔德斯（葡萄牙語：Francisco 'Chico' Oliveira Geraldes；1998年8月27日—），葡萄牙职业足球员，司职中场，現效力於马来西亚超级足球联赛球会柔佛DT。